# Anna Sprung
Anna Filippowna Sprung z d. Wołkowa (rus. Анна Филипповна Спрунг z d. Волкова; ur. 16 maja 1975 w Jelizowie) – rosyjska biathlonistka, w latach 2001-2005 reprezentująca Austrię, dwukrotna medalistka mistrzostw świata.

## Kariera
Pierwsze sukcesy w karierze osiągnęła w 1994 roku, kiedy podczas mistrzostw świata juniorów w Osrblie zdobyła złoty medal w sztafecie, srebrne w biegu drużynowym i sprincie oraz brązowy w biegu indywidualnym. Na rozgrywanych rok później mistrzostwach świata juniorów w Andermatt była najlepsza we wszystkich konkurencjach.
W Pucharze Świata zadebiutowała 30 listopada 1996 roku w Lillehammer, zajmując 25. miejsce w sprincie. Tym samym już w debiucie zdobyła pierwsze punkty. Pierwszy raz na podium zawodów pucharowych stanęła 5 grudnia 1996 roku w Östersund, wygrywając rywalizację w biegu indywidualnym. Wyprzedziła tam Chinkę Yu Shumei i Swietłanę Paramyginę z Białorusi. W kolejnych startach jeszcze dwa razy stawała na podium: 13 marca 1997 roku w Nowosybirsku była trzecia w biegu indywidualnym, a trzy dni później w tej samej miejscowości wygrała bieg masowy. Najlepsze wyniki osiągnęła w sezonie 1997/1998, kiedy zajęła 15. miejsce w klasyfikacji generalnej.
Podczas mistrzostw świata w Osrblie w 1997 roku wspólnie z Olgą Romaśko, Olgą Mielnik i Nadieżdą Tałanową zdobyła srebrny medal w biegu drużynowym. Na rozgrywanych rok później mistrzostwach świata w Pokljuce/Hochfilzen razem z Romaśko, Swietłaną Iszmuratową i Albiną Achatową była najlepsza w tej samej konkurencji. Zajęła też między innymi piąte miejsce w biegu indywidualnym podczas mistrzostw świata w Oslo/Kontiolahti w 1999 roku. Brała także udział w igrzyskach olimpijskich w Nagano w 1998 roku, gdzie w swoim jedynym starcie zajęła 44. miejsce w sprincie.

## Osiągnięcia

### Igrzyska olimpijskie
| Rok  | Miejscowość | Konkurencje | Konkurencje | Konkurencje | Konkurencje | Konkurencje | Konkurencje | Konkurencje |
| Rok  | Miejscowość | IN          | SP          | PU          | MS          | RL          | MR          | SR          |
| ---- | ----------- | ----------- | ----------- | ----------- | ----------- | ----------- | ----------- | ----------- |
| 1998 | Nagano      | –           | 44.         | nd.         | nd.         | –           | nd.         | –           |

### Mistrzostwa świata
| Rok  | Miejscowość         | Konkurencje | Konkurencje | Konkurencje | Konkurencje | Konkurencje | Konkurencje | Konkurencje |
| Rok  | Miejscowość         | IN          | SP          | PU          | MS          | RL          | MR          | SR          |
| ---- | ------------------- | ----------- | ----------- | ----------- | ----------- | ----------- | ----------- | ----------- |
| 1997 | Osrblie             | 6.          | 25.         | 17.         | nd.         | –           | nd.         | –           |
| 1998 | Pokljuka/Hochfilzen | nd.         | nd.         | 28.         | nd.         | nd.         | nd.         | –           |
| 1999 | Oslo/Kontiolahti    | 5.          | 46.         | 31.         | –           | –           | nd.         | –           |
| 2003 | Chanty-Mansyjsk     | 25.         | 32.         | 32.         | –           | –           | nd.         | –           |
| 2004 | Oberhof             | 59.         | 35.         | 19.         | –           | –           | nd.         | –           |
| 2005 | Hochfilzen          | 43.         | 42.         | 25.         | –           | –           | nd.         | –           |

### Puchar Świata

#### Miejsca w klasyfikacji generalnej
| Sezon     | Miejsce |
| --------- | ------- |
| 1996/1997 | 24.     |
| 1997/1998 | 14.     |
| 1998/1999 | 29.     |
| 2001/2002 | 45.     |
| 2002/2003 | 44.     |
| 2003/2004 | 39.     |
| 2004/2005 | 74.     |

#### Miejsca na podium chronologicznie
| Lp. | Dzień     | Rok  | Miejscowość | Konkurencja                | Lokata | Pudła   | Czas biegu | Strata  | Zwycięzca            |
| --- | --------- | ---- | ----------- | -------------------------- | ------ | ------- | ---------- | ------- | -------------------- |
| 1.  | 5 grudnia | 1996 | Östersund   | Bieg indywidualny na 15 km | 1.     | 0+0+0+1 | 46:08,1    | –       | –                    |
| 2.  | 13 marca  | 1997 | Nowosybirsk | Bieg indywidualny na 15 km | 3.     | 1+1+0+0 | 54:02,8    | +1:07,4 | Swietłana Paramygina |
| 3.  | 16 marca  | 1997 | Nowosybirsk | Bieg masowy na 15 km       | 1.     | 0+1+0+1 | 27:05,4    | –       | –                    |